# 牡丹江事件
牡丹江事件是指1945年（昭和20年）8月25日，发生在满洲国东满省（現中華人民共和国黑龍江省）680位流离失所的日本侨民受到苏联红军虐殺的事件。事件生存者仅为20人。

## 関連項目
- 八月風暴行動
- 葛根庙屠杀